# Bình luận viên thể thao

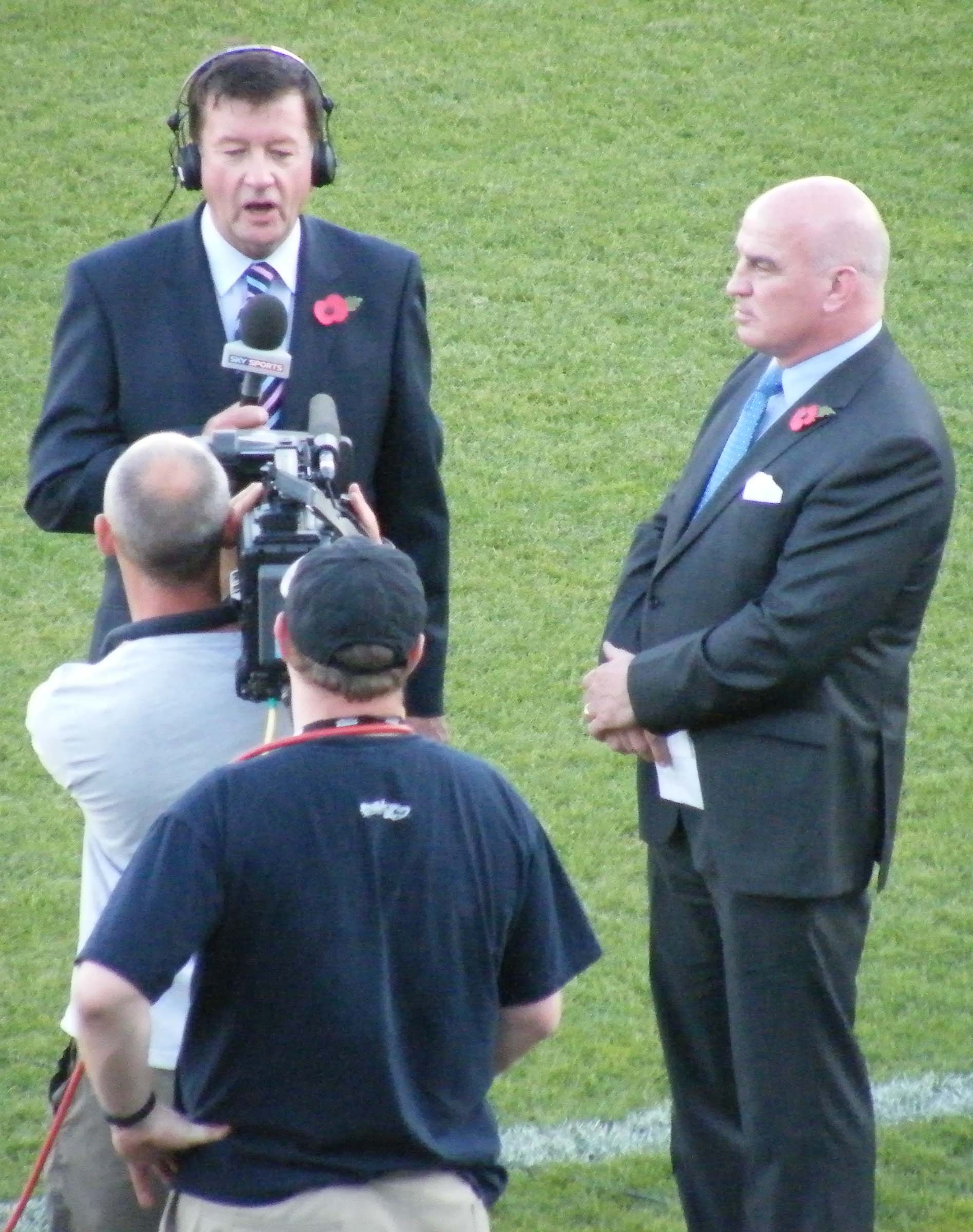
Ảnh chụp hai bình luận viên thể thao người Anh là Eddie Hemmings và Mike Stephenson

Trong lĩnh vực phát sóng thể thao thì một bình luận viên thể thao, bao gồm cả bình luận viên bóng đá, là nhân vật chuyên đưa ra bài tường thuật của một trận thi đấu hay một sự kiện trong thời gian thực, thường là khi phát sóng trực tiếp.